# 1178年
| 千纪： | 2千纪 |
| 世纪： | 11世纪 \| 12世纪 \| 13世纪                                                                                     |
| 年代： | 1140年代 \| 1150年代 \| 1160年代 \| 1170年代 \| 1180年代 \| 1190年代 \| 1200年代                               |
| 年份： | 1173年 \| 1174年 \| 1175年 \| 1176年 \| 1177年 \| 1178年 \| 1179年 \| 1180年 \| 1181年 \| 1182年 \| 1183年     |
| 纪年： | 戊戌年（狗年）；西夏祐九年；大理盛德三年；金大定十八年；西辽天喜元年；南宋淳熙五年；越南貞符三年；日本治承二年 |

## 大事记
- 平清盛將外孫送上皇位，成為安德天皇。